# Ексімбанк Китаю
Експортно-імпортний банк Китаю (Ексімбанк Китаю) (кит.: 中国进出口银行, англ. The Export-Import Bank of China (China Exim Bank)) заснований в 1994 році, належить центральному уряду Китайської Народної Республіки і контролюється ним. Ексімбанк Китаю проводить державну банківську політику під безпосереднім керівництвом Державної ради КНР. Його міжнародні кредитні рейтинги відповідають національним суверенним рейтингам.
Банк має 21 філію всередині Китаю (представлений в провінціях), а також зарубіжні представництва. Банк встановив і підтримує кореспондентські відносини з 1280 зарубіжними банками по всьому світу. В Україні банками-партнерами Ексімбанку Китаю є АТ «Укрексімбанк».

## Опис
Ексімбанк Китаю — важлива частина резервної системи зовнішньої торгівлі та економіки і значна частина фінансової системи КНР. Ексімбанк в КНР один з ключових каналів фінансування експорту та імпорту механічних та електронних виробів, повних комплектів обладнання, високих технологій та наукомісткої продукції, а також морських будівельних контрактів і зарубіжних інвестиційних проектів. У той же час Ексімбанк є основним банківським транзитером іноземних державних позик, пільгових позик і кредитів, покладених виключно на уряд Китаю. Ексімбанк Китаю відіграє важливу роль у сприянні розвитку відкритої та експортно-орієнтованої економіки країни.

## Місія банку
Основним завданням банку є реалізація державної політики в галузі забезпечення фінансової підтримки промисловості, зовнішньої торгівлі, дипломатії, економіки та фінансів, з метою сприяння експорту китайської механічної та електронної продукції, нових технологій.
Підтримка банком китайських компаній сприяє співробітництву з іноземними партнерами в галузі морських будівельних контрактів і реалізації зарубіжних інвестиційних проектів, розвиває і зміцнює відносини із зарубіжними країнами в галузі економічного і технологічного співробітництва та обмінів.

## Діяльність банку
- Кредитування імпортерів;
- Кредитування закордонних будівельних контрактів і зарубіжних інвестиційних проектів;
- Пільгове кредитування китайського уряду;
- Забезпечення міжнародних гарантій;
- Транзит кредитів іноземних урядів і фінансових установ;
- Міжнародні та внутрішні врегулювання за корпоративними депозитами і позиками, які надаються Банком;
- Залучення коштів на внутрішньому та міжнародних ринках фінансів і капіталу;
- У галузі міжнародного міжбанківського кредитування організація, участь у міжнародних та вітчизняних синдикованих кредитах;
- Міжбанківські облігаційні позики і кредити;
- Валютні регулювання, забезпечення іноземною валютою бізнес-клієнтів, робота на FX ринках;
- Експертні дослідження кредитоспроможності, консультації в галузі оцінки бізнесу і відповідні висновки;
- Інші питання в рамках компетенції банку.

## Проекти в Україні
У 2013 році Ексімбанк Китаю відкрив кредитну лінію на 372 313,5 тис. дол. США для фінансування Національного проекту «Повітряний експрес» — залізничне пасажирське сполучення м. Київ — Міжнародний аеропорт «Бориспіль».
Між Міністерством аграрної політики та продовольства України та Ексімбанком КНР і Китайською національною корпорацією машинної індустрії та генеральних підрядів (СМСЕС) підписано меморандум про співпрацю. Ексімбанк Китаю зацікавлений у наданні кредитів під проекти в аграрному секторі України.